# 毕国
毕国，是中国历史上西周、春秋时期的一个小型诸侯国。

## 建国
周文王第十五子，被周武王封在毕国（今陕西西安西南），称作毕公高，是为毕国始祖。畢公高的长子楷伯另封至楷国，次子毕仲继承毕国。

## 灭亡
在此之后四百年，毕国被西戎所灭。随周平王东迁到洛阳附近的毕国可能延续到战国时期仍存在。

## 灭亡之后
毕公高后裔毕万在亡国后投奔到晋国，晋献公让他做大夫。毕万屡次随晋献公出征，军功卓著，于是晋献公封毕万于魏，为魏氏。他的后代魏文侯魏斯与赵国、韩国三国瓜分晋国后，得到周王册封，称为战国七雄之一。

## 畢国君主列表
- 畢公高
- 毕仲，毕公高次子[1][2]
- 毕桓，毕仲后裔，周穆王时期的三公之一[1][2]
- 毕伯克
- 毕伯硕父